# Institut für Besatzungsfragen
Das Institut für Besatzungsfragen in Tübingen wurde Ende 1948 gegründet und bestand als Nichtregierungsorganisation bis 1960.

## Geschichte und Aufgaben
Die Finanzierung dieses Instituts, das nicht zur Universität Tübingen gehörte, geschah zuerst durch das Land Württemberg-Hohenzollern und den anderen Ländern, seit 1951 durch den Bund. Weitere finanzielle Mittel wurden aus Sonderaufträgen und Gutachten gewonnen. Außerdem gab das Institut eine eigene Schriftenreihe heraus. Aufgabe des Instituts und seiner Mitarbeiterinnen und Mitarbeiter war es, alle Fragen aus dem Bereich des Besatzungsrechts, der Politik und Verwaltung der drei westlichen Besatzungsmächte wissenschaftlich und durch zahlreiche Gutachten zu behandeln. Damit sollte die allmählich wieder entstandene deutsche Verwaltung in den westlichen Bundesländern unterstützt werden. Wichtig war dies vor allem auch im Bezug auf das Besatzungsstatut und den 1952 geschlossenen Deutschlandvertrag der Bundesrepublik Deutschland mit den Besatzungsmächten USA, Großbritannien und Frankreich. Nachdem die Bundesrepublik Deutschland im Jahre 1955 ihre Souveränität erlangt hatte, war die Tätigkeit dieses Instituts nur noch bedingt notwendig und wurde schließlich 1960 abgeschlossen. Die Mitarbeiter des Instituts hatten sich auch mit Fragen der von Deutschland besetzten Gebiete im Zweiten Weltkrieg beschäftigt.
Leiter des Instituts war zunächst der Jurist und spätere Diplomat Gustav von Schmoller, der in der Staatskanzlei des Landes Württemberg-Hohenzollern das Referat für Verfassungs- und Besatzungsfragen innehatte. Er schied 1952 aus und ging in den diplomatischen Dienst des Auswärtigen Amtes. Die Leitung des Instituts übernahmen dann die bisherigen Mitarbeiter, die Juristin Hedwig Maier, spätere Direktorin des Landgerichts Tübingen, und der Jurist und Volkswirt Achim Tobler gemeinsam.
Das Institut war auf dem Tübinger Österberg in einer Villa in der Stauffenbergstraße 32 untergebracht. Archivalien dieses Instituts befinden sich im Staatsarchiv Sigmaringen und im Bundesarchiv.

## Schriften des Instituts (Auswahl)
- Studien des Instituts für Besatzungsfragen in Tübingen zu den deutschen Besetzungen im 2. Weltkrieg. Zwanzig Bände. Tübingen 1953–1961.
- Das Besatzungsregime auf dem Gebiet der Rechtspflege. Zwei Teile. Tübingen 1949/1950.
- Einwirkungen der Besatzungsmächte auf die westdeutsche Wirtschaft. Stand: 1. Mai 1949. Tübingen 1949.
- Besatzungskosten – ein Verteidigungsbeitrag? Mohr, Tübingen 1950.
- Das DP-Problem. Eine Studie über ausländische Flüchtlinge in Deutschland. Mohr, Tübingen 1950.
- Bürgerrecht und Besatzungsmacht. Eine Übersicht (= Kleine Schriften für den Staatsbürger, Bd. 12). Metzner, Frankfurt/M. 1951.
- Sechs Jahre Besatzungslasten. Eine Untersuchung des Problems der Besatzungskosten in den 3 Westzonen und in Westberlin 1945-1950. Mohr, Tübingen 1951.
- Walter Hardeg: Grundzüge der deutschen Besatzungsverwaltung in den west- und nordeuropäischen Ländern während des Zweiten Weltkriegs. Institut für Besatzungsfragen, Tübingen 1953.
- Rechtsgutachten über die Auswirkungen von Art. 41 Hessische Landesverfassung gegenüber Betrieben, die unter Vermögenskontrolle Gesetz 52 stehen. Scharfe, Wetzlar 1953.
- Heinz v. Streng: Die Landwirtschaft im Generalgouvernement. Institut für Besatzungsfragen, Tübingen 1955.
- Gerhard Otto Grassmann: Die deutsche Besatzungsgesetzgebung während des 2. Weltkrieges. Institut für Besatzungsfragen, Tübingen 1958.

Weitere Veröffentlichungen
- Hedwig Maier/Gustav von Schmoller: Das Besatzungsregime in den drei westlichen Besatzungszonen. Eine kritische Untersuchung der Praxis der Besatzungsmächte in den Jahren 1945-1948. Deutsches Büro für Friedensfragen, Stuttgart 1948.
- Die Rechtsvorschriften der Besatzungsmächte. Chronologische und systematische Übersicht über alle veröffentlichten Rechtsnormen der Besatzungsmächte. Mohr, Tübingen 1949.
- Gustav von Schmoller/Hedwig Maier/Achim Tobler: Handbuch des Besatzungsrechts. Loseblattsammlung. Mohr, Tübingen 1951–1957.